# 1560年代
1560年代（せんごひゃくろくじゅうねんだい）は、西暦（ユリウス暦）1560年から1569年までの10年間を指す十年紀。

## できごと

### 1560年
- 桶狭間の戦い。

### 1562年
- ユグノー戦争（〜1598年）。

### 1563年
- 北ヨーロッパで北方七年戦争（-1570年）。

- 1564年頃、鉛筆が発明された。イングランドのカンブリア州ボロウデイル近郊のシースウェイト・フェルの埋蔵物を棒状にして鞘のようなものを巻いて使用した。書いた後に消すことができるため、インクの代用品として人気が広がった。[1]

### 1569年
- 7月1日 - ポーランド王国とリトアニア大公国がルブリン合同を結び、ポーランド・リトアニア共和国が成立する。

## 地域ごとの概況

### 東アジア

#### 日本
1550年代より戦国大名の領国が拡大し大名領国同士の接近から合戦が多発し、永禄3年（1560年）の桶狭間の戦い、永禄4年（1561年）の川中島の戦い（第四次）など大規模な合戦が発生している。